# Crema reggina
La crema reggina è una preparazione cremosa di pasticceria, solitamente consumata come gelato, specialità tipica della città di Reggio Calabria, di colore rosa. È inclusa nell'elenco dei prodotti agroalimentari tradizionali calabresi.

## Storia
Venne ideata da un pasticcere reggino, tale Giuseppe Caridi, negli anni '50 del '900.
Secondo alcune versioni l'origine sembra sia stata del tutto casuale: intento a preparare della crema pasticciera, trovandosi a corto di farina per far legare bene l’impasto, utilizzò al suo posto del rum; gli scappò, però, la mano e la crema assunse delle caratteristiche particolari. Decise allora di vendere la sua crema come gelato arricchendola di canditi e, data la particolarità del risultato, la battezzò come crema reggina in onore della sua città.
Testimonianze più recenti (legate in particolare alla famiglia dell'inventore), invece, identificano la sua ideazione come volontaria e col chiaro intento di rendere omaggio alla città con la creazione di un prodotto unico e innovativo.
Grazie al contributo di pasticceri reggini, dell'associazione Conpait Calabria e della Confcommercio di Reggio Calabria, la Crema Reggina è stata riconosciuta come prodotto identitario del territorio reggino.
.
A differenza di quanto si dice, non è presente alcuna citazione nel Diario di un viaggio a piedi di Edward Lear, in quanto anacronistico: il gelato all'epoca non era ancora conosciuto nella forma attualmente in uso, così come le macchine per la sua preparazione e i sistemi refrigeranti per la conservazione, e solo tra la fine '800 e inizi '900 risultava come unico dolce freddo nella zona la "scirubetta" (ghiaccio e sciroppo).

## Ingredienti
Gli ingredienti principali sono quelli di una crema pasticcera, ovvero latte, uova e zucchero: partendo da una base di zabaione, va aggiunto il rum e cannella per aromatizzare. Il tipico colore rosa è dato dal colorante alimentare e non da altri liquori. Infine a completare si aggiungono ciliegie candite di colore rosso vivo e gocce di cioccolato fondente .